# خونیک (باقران، شمال)
خونیک یک روستا در ایران است که در دهستان باقران شهرستان بیرجند واقع شده‌است. خونیک ۳۱ نفر جمعیت دارد.